# Адливун
В эскимосской мифологии Адливун (те, кто под нами; также известны как Идлирагийенгет) относятся как к духам, ушедшим в другой мир, так и к самому другому миру, расположенному под землёй и под морем. Души там очищаются, готовясь к путешествию на Луну (Куидливун), где они обретают вечный покой. В Адливуне, обычно описываемом как замерзшая пустыня, живут Седна, Торнарсук, торнат (духи животных и природных созданий) и тупилак (души мёртвых людей). Седна управляет этой землёй и лишает свободы души живущих — для того, чтоб подготовить их к дальнейшему пути.
Когда эскимос умирает, его закутывают в шкуру карибу и хоронят. Трупы стариков кладут ногами на запад или юго-запад, трупы детей на восток или юго-восток, а трупы взрослых на юг. Родственники остаются в хижине покойного с ноздрями, закрытыми кусочками шкуры карибу. После трёх дней оплакивания они обходят могилу три раза, обещая духу оленину, которую затем приносят, когда посещают могилу.
Проводники Пинга и Ангута ведут души умерших в Адливун, где они остаются ещё на год, пока не идут дальше.
С 7 сентября 2017 года имя Адливун носит котловина на Плутоне.